# Abadía de Silvacane
La abadía de Silvacane (en francés: Abbaye de Silvacane) es un monasterio cisterciense situado en la comuna de La Roque-d'Anthéron, en el departamento de Bocas del Ródano, en Francia.

## Descripción

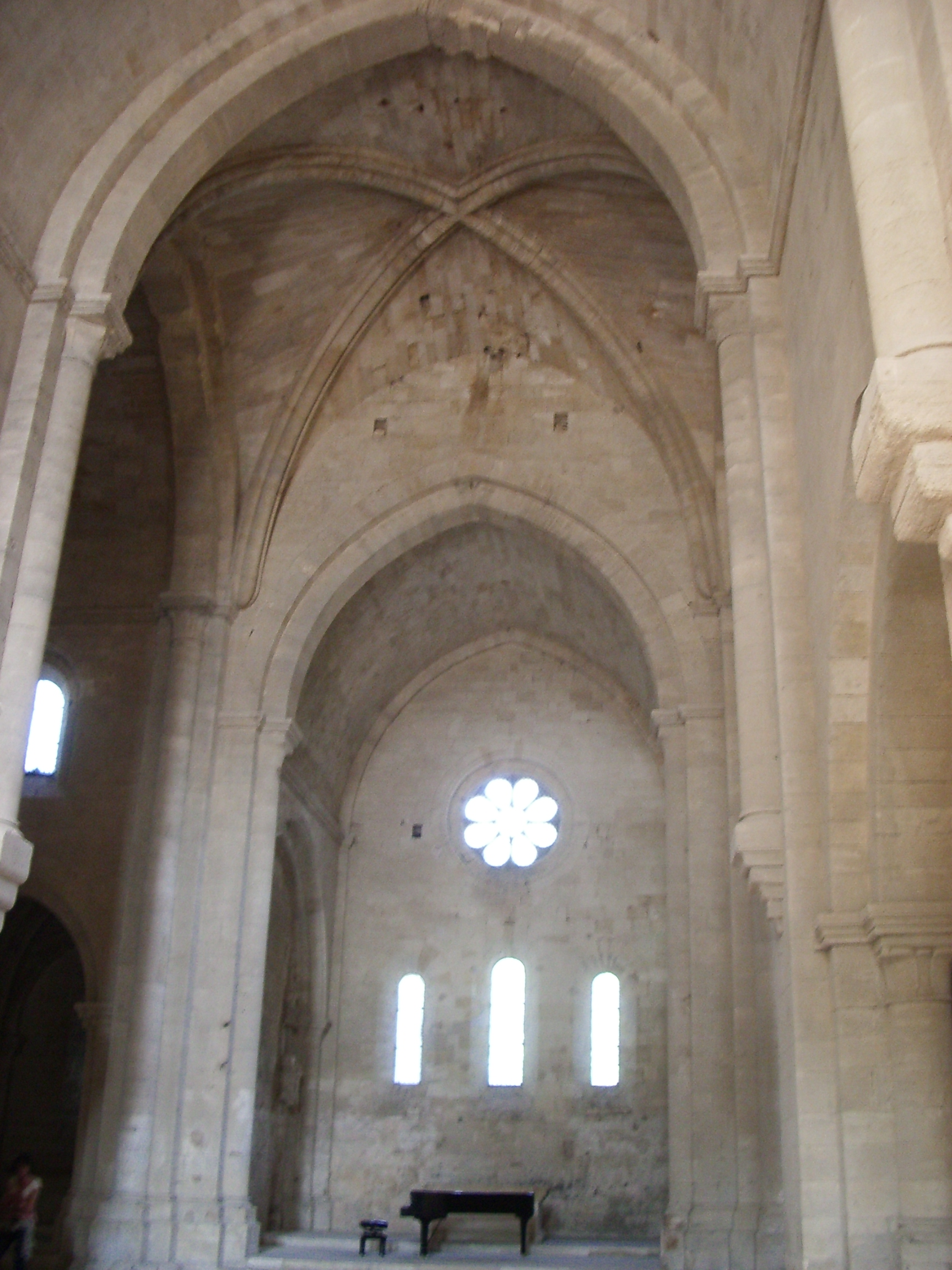
La pureza de las formas está presente también en el interior.

La abadía, hoy inhabitada, está en lo alto de un monte sobre el lado izquierdo del río Durance cerca de un cañaveral, de donde le viene el nombre (silva canae significa “bosque de cañas”). Junto a las abadías de Sénanque y de Le Thoronet son los únicos ejemplos de arquitectura cistenciense en Provenza.
La abadía de Silvacane se caracteriza por una rigurosa adhesión a los cánones arquitectónicos de la regla benedictina y resulta sin adornos internos o en la fachada. Las proporciones, la solemnidad austera y la perfección constructiva hacen de ella un ejemplo típico de arquitectura románica francesa.
La iglesia fue construida entre el año 1175 y el 1230. La fachada queda más ligera por la presencia de tres ventanales y un ojo pequeño. El interior tiene las dos naves laterales a una altura superior de la central. Según la regla benedictina el único adorno posible es el de los capiteles inspirado por el mundo vegetal. El único elemento que prefigura al gótico es la bóveda del tiburio.
Al lado de la iglesia se encuentra el claustro, en cuyo patio se encuentra una pila para las abluciones y una hilera de cipreses. Los otros ambientes de los monjes (entre los cuales hay uno con un techo gótico) reflejan el esquema tradicional de las abadías cistercienses.
Durante la Revolución francesa la abadía fue utilizada como fábrica y luego dada a administración privada. Desde 1846 pasó a ser propiedad estatal y comenzó también la restauración arqueológica que ha permitido devolverle sus estructuras originarias al tiempo que se descubrían las bases de los edificios aledaños.